# Hypocrita mimica
Hypocrita mimica là một loài bướm đêm thuộc phân họ Arctiinae, họ Erebidae.